# 密歇根森特 (密歇根州)
密歇根森特（英語：Michigan Center）是位於美國密歇根州傑克遜縣萊奧尼鎮區的一個普查規定居民點。

## 人口
根據2020年美國人口普查的數據，密歇根森特的面積為14.76平方千米，當中陸地面積為13.05平方千米，而水域面積為1.71平方千米。當地共有人口4609人，而人口密度為每平方千米312.26人。